# Liste von Gestalten in den Metamorphosen des Ovid
Dies ist eine Liste von Gestalten in den Metamorphosen des Ovid. Die Namen sind in lateinischer Form angegeben. Verweise wie (14,505) bezeichnen das Buch und den Vers.

## A
- Abas ist ein Gefolgsmann des Diomedes in Italien, er wird in einen Vogel verwandelt (14,505).
- Achelous verwandelt sich erst in eine Schlange, zuletzt in einen Stier, um sich im Kampf gegen Hercules zu behaupten (8,547).
- Achilles ist ein fast unverwundbarer Heros der Griechen vor Troja (8,309).
- Acis, der Sohn des Faunus und der Nymphe Symaethis, wird durch die Meernymphe Galatea in einen Flussgott mit Hörnern verwandelt, wodurch Akis vor dem Cyclopen Polyphemus gerettet wird, der wegen Galatea eifersüchtig auf ihn ist (13,879).
- Acmon  ist ein Gefolgsmann des Diomedes in Italien, er wird in einen Vogel verwandelt (14,484).
- Acoetes ist der Sohn eines armen Fischers (3,582).

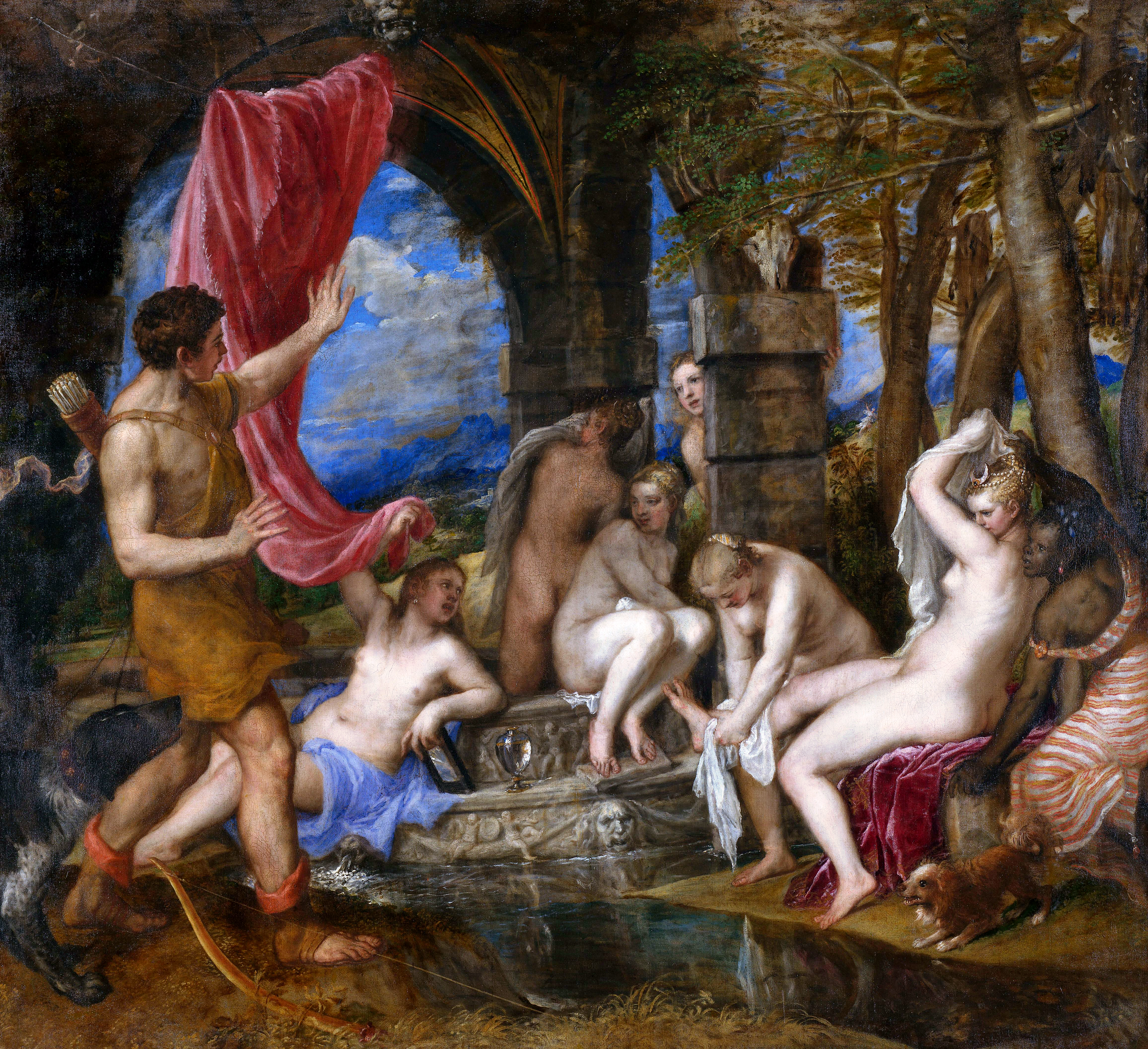
Actaeon überrascht Diana beim Bade (Tizian).

- Actaeon, der Enkel des Cadmus, sieht Diana nackt, worauf er von der Göttin in einen Hirsch verwandelt wird (3,138).

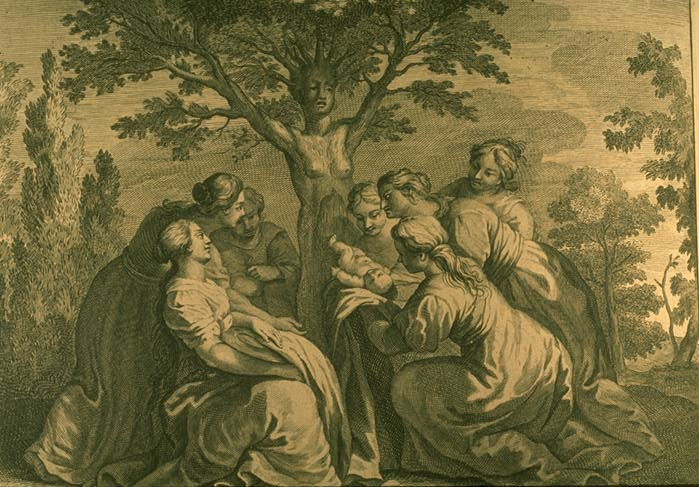
Die Geburt des Adonis (Bernard Picart)

- Adonis ist ein wunderschöner Jüngling, Sohn des Cinyras und der Myrrha (10,728).
- Aeacus (Aiakos) ist König von Aegina (7,616).
- Aeetes ist König von Colchis und Vater der Medea (7,170).
- Aegeus ist König von Attica und Vater des Theseus (7,402).
- Aeneas, nach seinem heldenhaften Leben bittet seine Mutter Venus Jupiter darum, ihn zum Gott (Indiges) zu machen (14,581).
- Aeolus ist der Herr der Winde (11,748).
- Aesacos ist ein Sohn des Priamus und wird von Thetys in einen Tauchvogel verwandelt, als er sich aus Schuldgefühlen von einer Klippe ins Meer stürzen will (11,762).
- Aesculapius ist der Gott der Heilkunst.
- Aeson ist der Vater des Iason. Er ist der Grund für Iasons Reise nach Colchis, um das Goldene Vlies zu holen. Er wird von Medea verjüngt (7,84).
- Aglauros ist die Tochter des Cecrops, sie wird von Mercurius in ein steinernes Bildnis verwandelt als Strafe für ihren Neid auf die Beziehung zwischen Herse und Mercurius (2,708-832).
- Agamemnon ist ein König von Mykene und der Anführer der Griechen im Trojanischen Krieg (13,184).
- Aiax (Aias) ist einer der griechischen Haupthelden im Trojanischen Krieg (13,2).
- Alcmene ist die Mutter des Herakles (6,112).
- Alcyone ist die Tochter von Enarete und Aiolos (11,23).
- Alpheus liebt Arethusa, er verwandelt sich in einen Fluss und folgt so der Geliebten (5,573).
- Althaea ist die Mutter des Meleagros (8,441).
- Anaxarete weist die Liebe des Hirten Iphis hochmütig und grausam zurück (14,698).
- Andromeda ist die Frau des Perseus (4,738).
- Anius ist ein Priesterkönig auf der Insel Delos (12,632).
- Apollo ist der Gott des Lichts, der Heilung und der Künste (3,421).
- Arachne fordert die Göttin Pallas Athene zu einem Wettbewerb in der Kunst des Webens heraus, wird aus Neid der Göttin in eine Spinne verwandelt (11,1).
- Arcas wird mit seiner Mutter Kallisto in das Sternbild Kleiner Bär und Große Bärin verwandelt (2,466).
- Arcesius ist Vater des Laertes und Großvater des Odysseus (13,144).

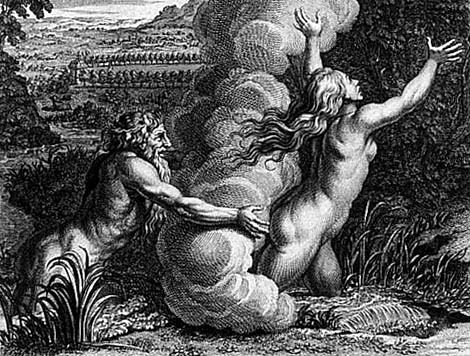
Alpheus versucht die Nymphe Arethusa zu greifen (Bernard Picart).

- Arethusa, ursprünglich eine griechische Nymphe, flieht vor einem lüsternen Flussgott nach Sizilien und wird dort in eine Quelle verwandelt (5,409).

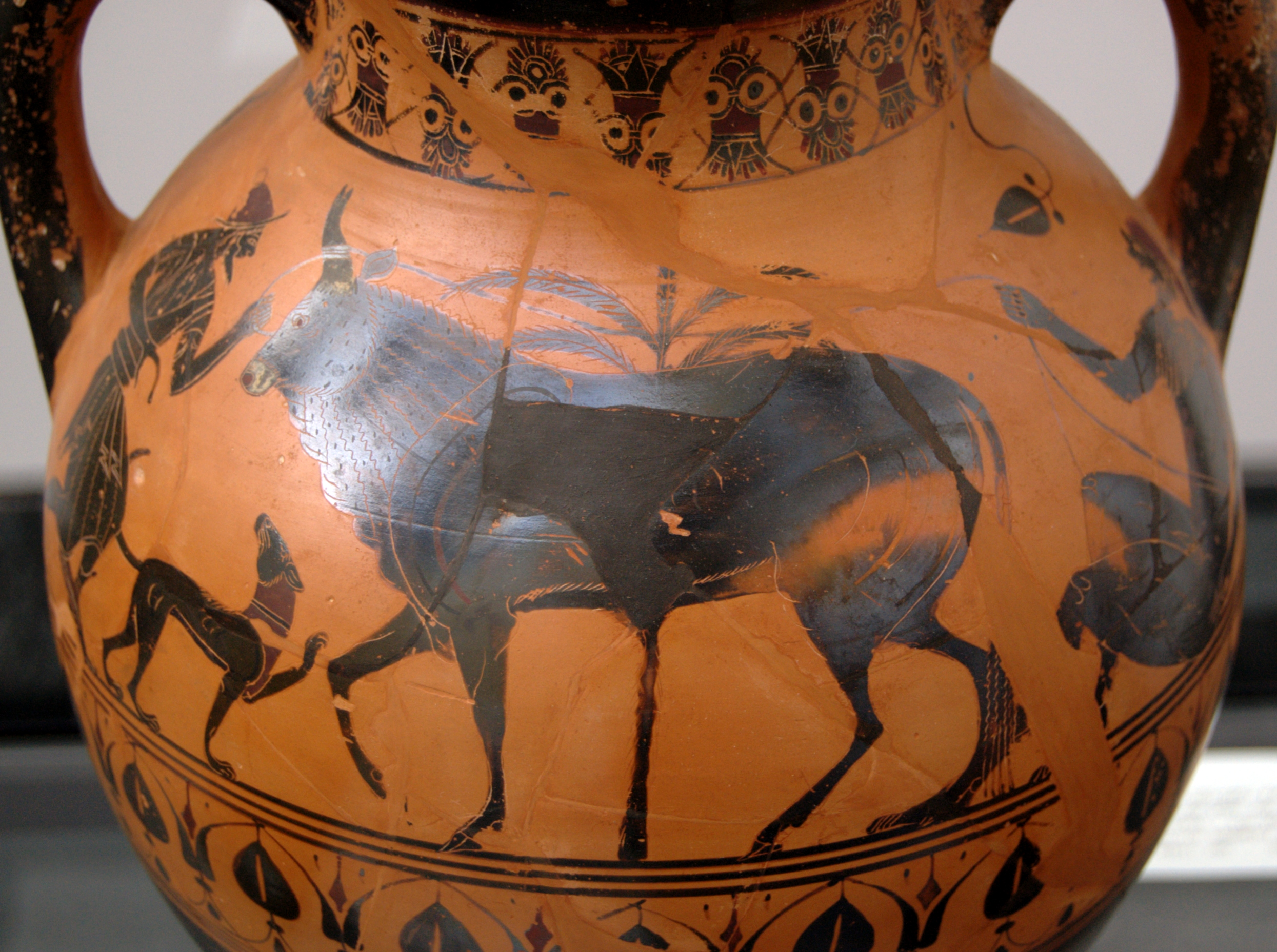
Hermes, Io (als Kuh) und Argos, schwarzfigurige Amphora der Northampton-Gruppe, 540–530 v. Chr., München, Staatliche Antikensammlungen Inv. 585

- Argus ist ein riesiges Ungeheuer mit hundert Augen am ganzen Leib (1,624).
- Ascalaphus ist ein Unterweltsdämon, der zum Uhu wird (5,534).
- Atalanta ist eine schnelle, jungfräuliche Jägerin (10,565).
- Athamas ist König von Böotien, Sohn des Aiolos und der Enarete (3,564).
- Athis ist ein Gefährte des Phineus (5,47)
- Atlas wird durch den Anblick des Gorgonenhaupts zu einem Berg versteinert, siehe auch Perseus (4,617).
- Aurora (Eos) ist die Göttin der Morgenröte (3,184).
- Autolycus ist ein gerissener Dieb, der von Sisyphos überlistet wurde (8,738).

## B
- Bacchus ist der Gott des Weines und der Ekstase (3,516).
- Battus wird von Mercurius in einen Stein verwandelt als Strafe für seinen Meineid (2,676).
- Baucis nimmt Jupiter und Mercurius gastfreundlich auf (8,631).
- Boreas ist der Nordwind (1,65).
- Byblis wird in eine Quelle verwandelt, sie weint so viel vor Trauer, weil sie ihren Bruder Caunus liebt (9,453).

## C
- Cadmus (Kadmos) und Harmonia verwandelten sich in Schlangen (3,3).
- Caeneus (Kaineus) ist ein unverwundbarer großer Kämpfer, er wurde als Mädchen geboren und von Neptunus (Poseidon) vergewaltigt, als sie am Strand spazierte. Neptunus verwandelte sie später auf ihren Wunsch in einen Mann (12,171).
- Calchas ist Seher der Griechen während des Trojanischen Krieges.
- Calliope ist die Muse der epischen Dichtung und der Wissenschaft (5,339).
- Callisto wird von Juno in eine Bärin verwandelt als Strafe für ihre Verbindung mit Jupiter (2,425).
- Canens ist wunderschön und singt noch schöner (14,333).
- Cassandra hat die Gabe der Weissagung, ohne dass ihr jemand Glaube schenkt.
- Caunus wird von der Zwillingsschwester Byblis geliebt und verfolgt (9,453).
- Cecrops ist der zweite mythische König von Attika (2,555).
- Cephalus ist ein Prinz Athens und der Ehemann von Procris, die er später unabsichtlich tötet (6,681).
- Ceres ist die Göttin des Ackerbaus und der Fruchtbarkeit (5,109).
- Ceyx ist der Sohn des Lucifer und König von Thessalien. Mit Alcyone verheiratet starb er auf See. Das getrennte Paar wird von den Göttern in Eisvögel verwandelt und darf vereint leben (11,272).
- Chariclo ist die Gattin des Kentauren Cheiron (2,636).
- Charybdis ist ein gefährlicher Strudel in der Nähe der Skylla (7,63).
- Chione ist die schöne Tochter des Daidalion (11,301).
- Chiron ist ein Mischwesen aus Pferd und Mensch, Erzieher vieler Heroen (2,636).
- Cercyon ist ein Sohn Neptuns, der Passanten auflauert, um sie zum Ringkampf zu zwingen. Er wird von Theseus getötet (7,439).
- Cinyras ist Vater des Adonis (10,294).
- Cipus ist ein mythischer römischer Feldherr (15,569).

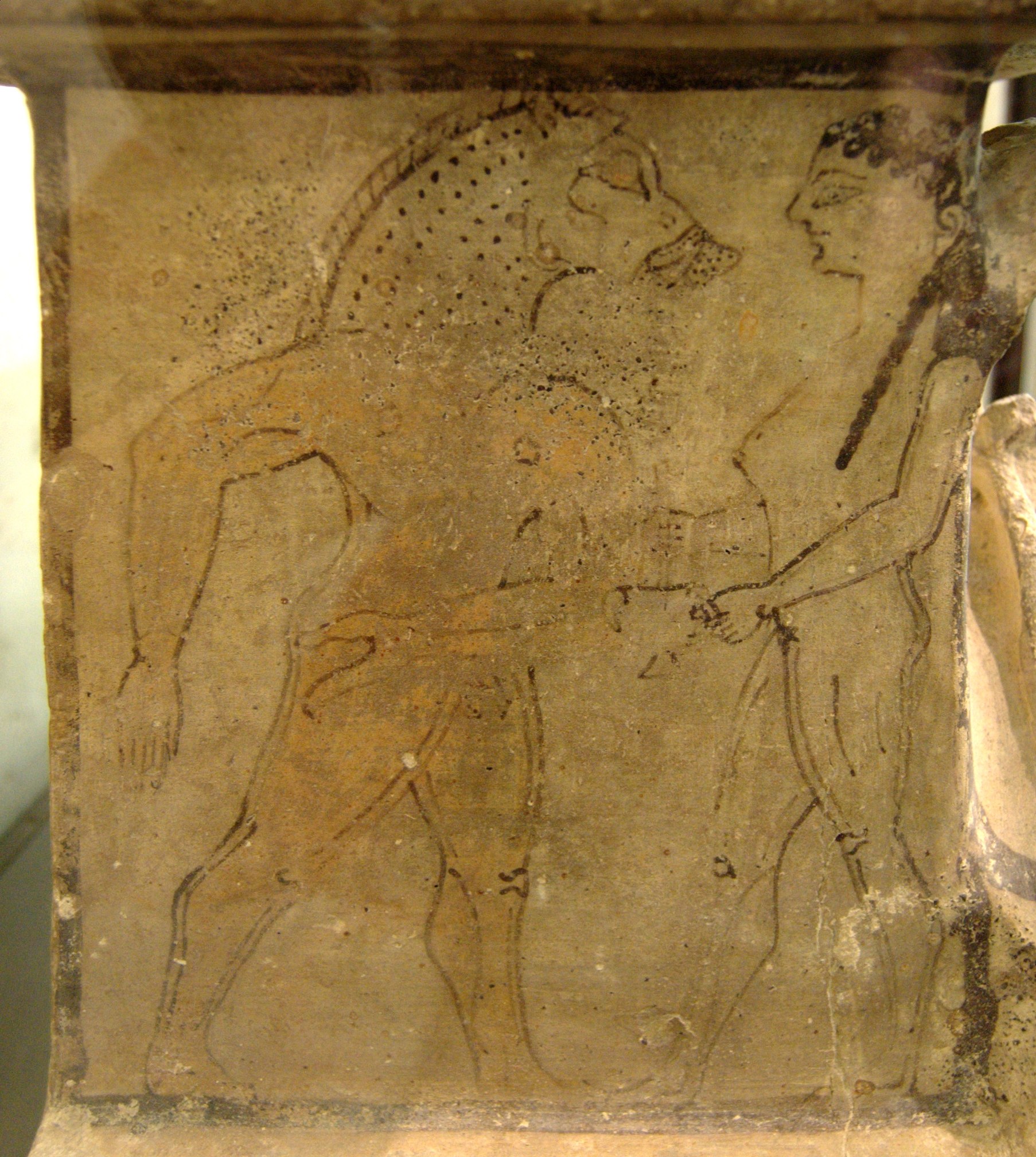
Ein Gefährte des Ulixes (Odysseus) wird von Circe (Kirke) in ein Schwein verwandelt.
(Rechte Seite eines kleinen Altars, „Arula“, Sizilien, 6. Jh. v. Chr., Louvre in Paris)

- Circe (Kirke) ist eine Zauberin, Tochter des Sonnengottes (4,205).
- Clymene ist mit Merops verheiratet, mit dem sie ihre Kinder Phaeton und die Heliaden aufzog (2,184).
- Coronis ist die Tochter des Phlegyas, Geliebte des Gottes Apollo und Mutter des Heilgottes Aesculapius. Sie wird von Apollo für ihren Seitensprung getötet (2,602–607); der ungeborene Aesculapius wird gerettet und unter die Aufsicht Chirons gestellt (2,628–630).
- Coronis ist die Tochter des Coroneus. Als Neptunus sich an ihr vergehen will, wird sie von Minerva in eine Krähe (gr. κορώνη korōnē, lat. cornix) verwandelt (2,569–588).
- Croton ist ein Held im Süden Italiens, der Hercules als Gast aufnimmt (15,12–20) und der Stadt in der Nähe seines Grabes den Namen gibt (15,55–57).
- Cupido (Amor) ist Gott und Personifikation der Liebe (1,453).
- Cyane ist eine Gespielin der Persephone (5,409).
- Cybele ist die Große Göttermutter vom Berg Ida.
- Cygnus ist entweder ein Sohn des Sthenelos sowie Freund und Verwandter Phaethons (2,367) oder ein Sohn des Apollon (7,373) oder ein Sohn des Poseidon (12,90).
- Cyllarus ist ein Kentaur, der auf der Hochzeit des Peirithoos getötet wurde (12,393).
- Cyparissus schließt eine enge Freundschaft mit einem wilden Hirschen (10,106).

## D
- Daedalion ist der Vater der schönen Chione (11,302).
- Daedalus Vater des Icarus, er konstruierte für sich und seinen Sohn aus Federn und Wachs hergestellte Flügel, um von Kreta zu fliehen (8,180-262).
- Danaë ist Geliebte des Jupiter und mit ihm Mutter des Heroen Perseus (4,611).
- Daphne ist eine Dryade, die von Peneus in einen Lorbeerbaum verwandelt wird, um vor dem liebestollen Apollo ihre Jungfräulichkeit zu schützen (1,452-567).
- Deianira ist eine schöne Tochter des kalydonischen Königs Oineus (9,9).
- Deucalion ist Sohn des Prometheus und der Pronoia („Vorsorge“), der mit der Gattin Pyrrha die gleichnamige Flut überlebt (1,260).
- Diana ist die Göttin der Jagd, des Mondes und der Geburt, Beschützerin der Frauen und Mädchen (1,487).
- Diomedes ist König von Argos (13,100).
- Dis ist der Herrscher der  Unterwelt (Pluto), er entführt Proserpina und macht sie zu seiner Gattin (5,384).
- Dryope wird in einen Baum verwandelt, da sie von einem Lotosbaum Blüten pflückt, ohne zu wissen, dass es sich um die verwandelte Nymphe Lotis handelt (9,324).

## E
- Echo ist eine Bergnymphe, sie wird von Hera aufgrund hoffnungsloser Liebe zu Narcissus in einen Felsen verwandelt (3,339-510).
- Egeria ist die Geliebte des sagenumwobenen zweiten Königs von Rom (15,478).
- Erysic(h)thon ist König von Thessalien (8,738).
- Europa ist die Tochter des phönizischen Königs Agenor und Geliebte des Jupiter (2,833).
- Eurydice ist die Ehefrau des Orpheus. Sie wird durch einen Schlangenbiss getötet, was Orpheus dazu veranlasst, sie aus dem Hades ins Leben zurückholen zu wollen (10,31).
- Eurytus ist König von Oichalia und der Vater der Iole und der Dryope (9,356).

## F
- Fama ist die Göttin des Ruhmes und des Gerüchtes (12,43).
- Faunus ist ein Waldgott (13,790).
- Fortuna ist die Göttin des Schicksals (2,140).

## G

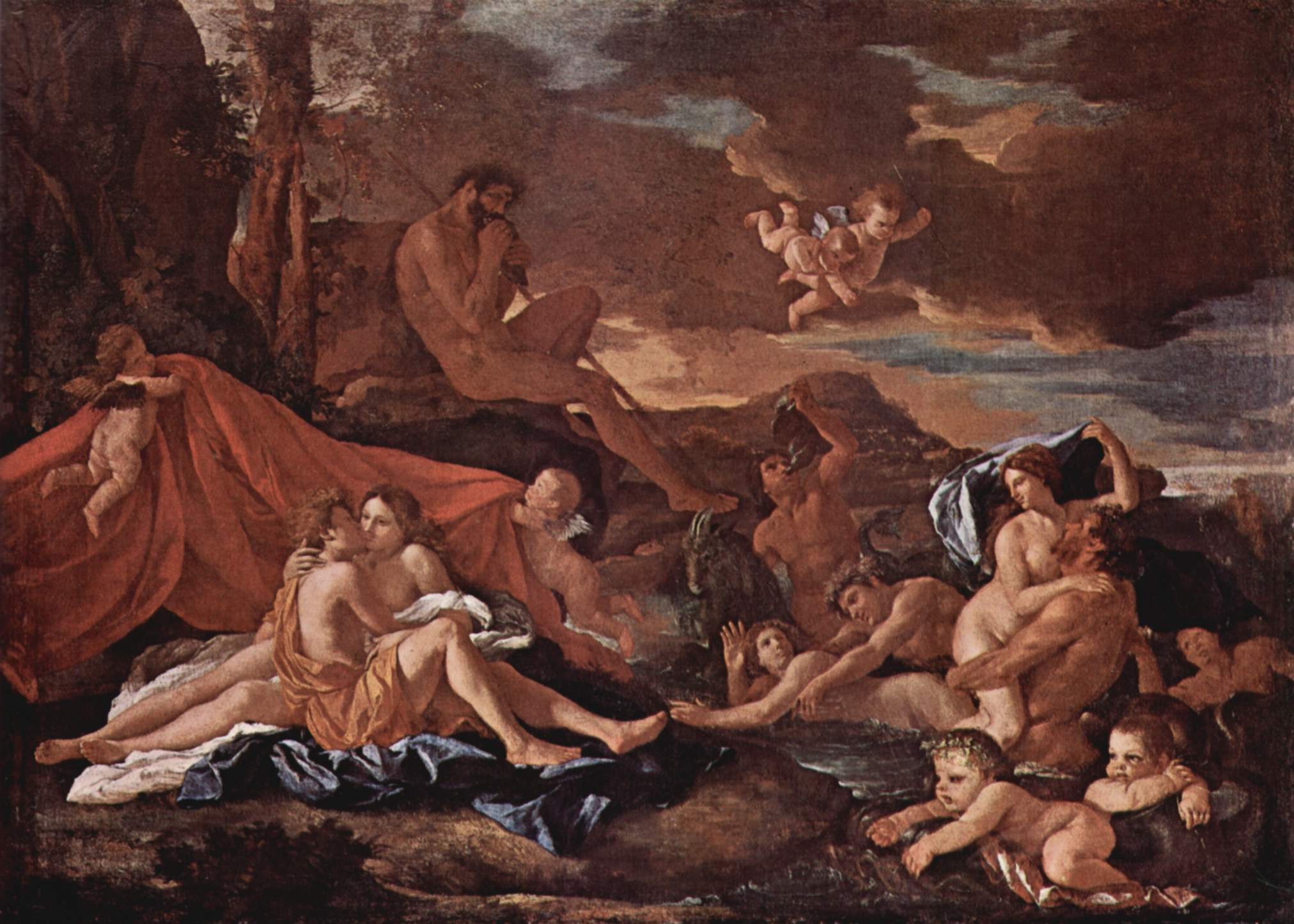
Akis und Galathea (Nicolas Poussin)

- Galanthis wird in ein Wiesel verwandelt, weil sie durch eine List Alcmene zur Geburt verhalf, was Lucina verhindern wollte (9,281).
- Galatea ist die Geliebte des Acis, wird vom Kyklopen Polyphem umworben (13,750-68).
- Ganymedes ist der „Schönste aller Sterblichen“, der von Jupiter geliebt wurde (10,152-161).
- Gefährten des Ulixes werden von Circe in Schweine verwandelt, dann wieder in Menschen, weil Circes Geliebter Ulixes dies fordert.
- Giganten sind riesige Söhne der Erde, die beim Versuch, den Himmel zu stürmen, von den Göttern vernichtet werden (1,151-162).

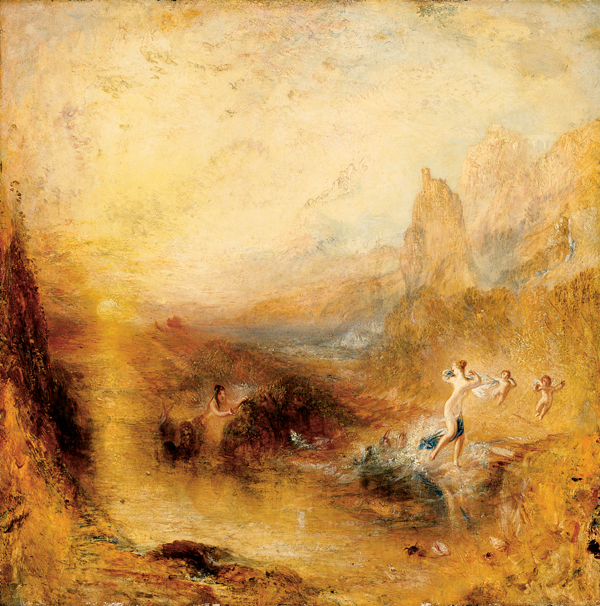
Turner: Glaucus and Scylla

- Glaucus wird von den Meeresgöttern Oceanus und Tethys in einen Meeresgott verwandelt (7,219).

## H
- Hecuba (Hekabe) ist die Gattin des Priamus und Königin von Troja (13,439).

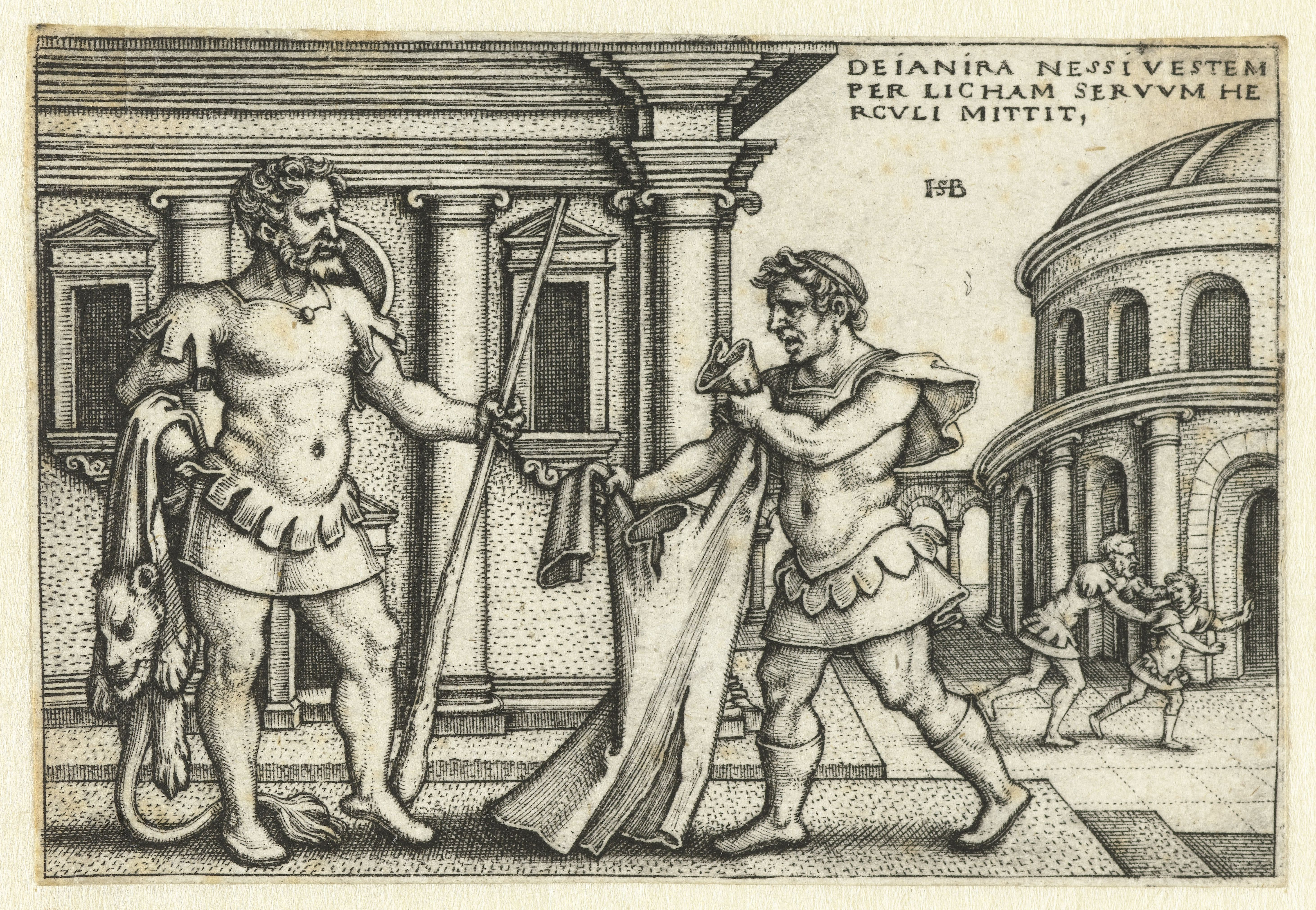
Lichas (rechts) überbringt dem Hercules das Gewand des Nessus (Hans Sebald Beham)

- Hercules ist ein für seine Stärke berühmter Heros, dem göttliche Ehren zukamen (7,364).

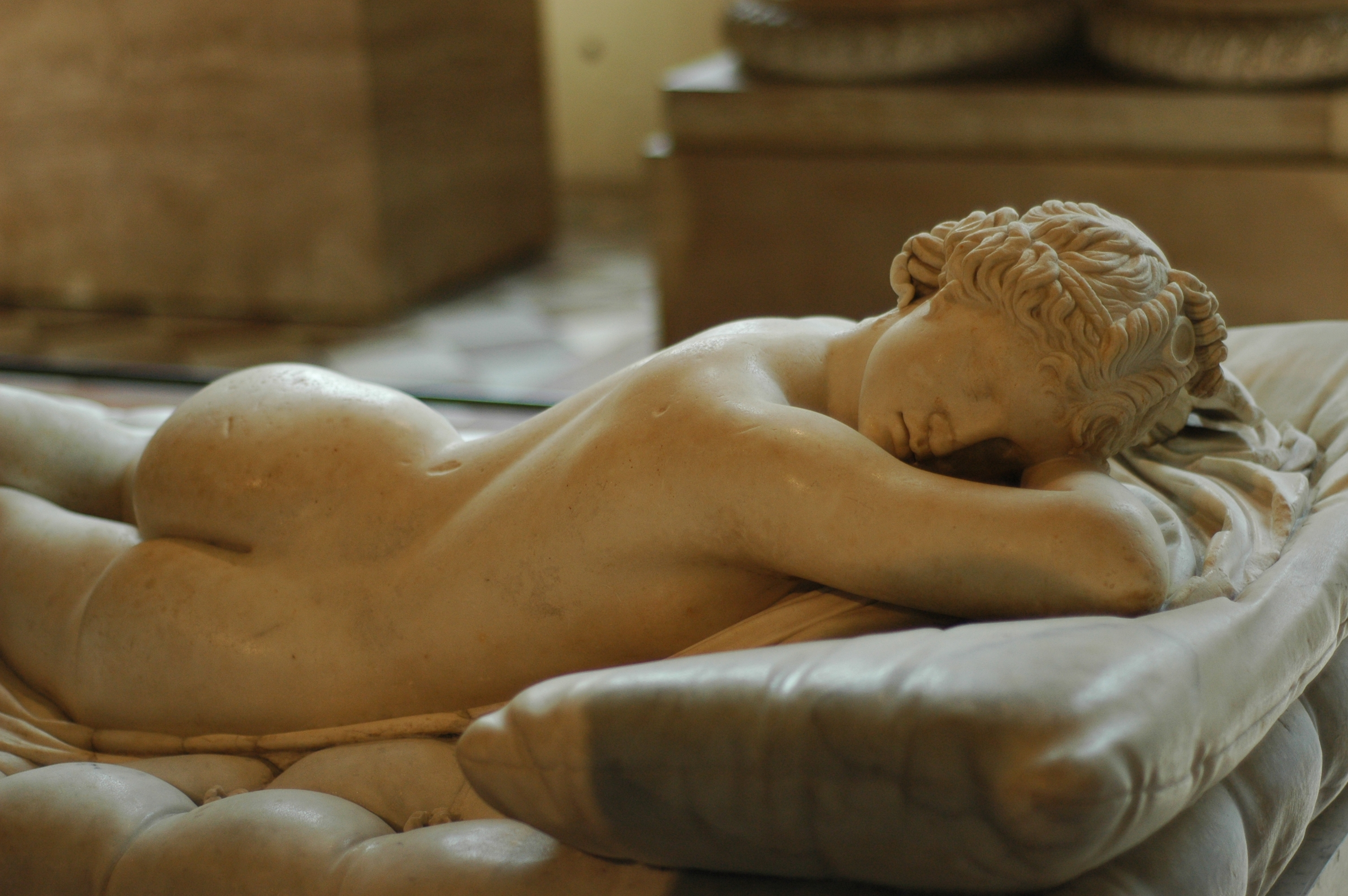
Detail des Borghese Hermaphroditus (Louvre).

- Hermaphroditus ist der Sohn der Venus (Aphrodite) und des Mercurius (Hermes), sein Körper und der der ihn liebenden Quellnymphe Salmacis werden miteinander zu einem einzigen zweigeschlechtlichen Wesen verschmolzen (4,274).
- Herse ist die Tochter des Königs Cecrops (2,708).
- Hersilië ist die Frau des Romulus; als Göttin heißt sie Hora (14,829).

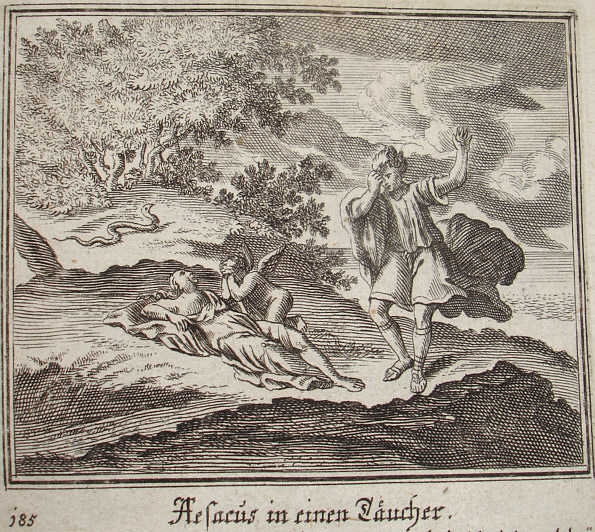
Aesacos und Hesperië (Krauss).

- Hesperië ist die Tochter des Flussgottes Kebren (11,769), in die sich Aesacus verliebte.
- Hippodame ist die Frau des Peirithoos (12,210).
- Hippolytos floh vor der Rache seines Vaters, der Poseidon gegen ihn aufhetzte (15,506).
- Hippomenes wird mit Atalanta in Löwen verwandelt, weil sie einen heiligen Tempel entweihten (10,575).
- Hyacinthus (Hyakinthos): aus seinem Blut lässt Apollo eine Hyazinthe entsprießen aus Scham darüber, seinen Tod verschuldet zu haben (10,162-219).
- Hylonome ist eine schöne Kentaurenfrau (12,393).

## I
- Ianthe ist die Braut des Iphis, den sie als Jungen betrachtet (9,789-937).
- Iason ist der Sohn des Aeson und Anführer der Argonauten; er segelt nach Colchis, wo er Medea trifft (8,302).
- Icarus ist der Sohn des Daedalus; er flog zu nah an der Sonne, wodurch das seine Flügel zusammenhaltende Wachs schmolz und ihn in den Tod stürzen ließ (8,180-262).
- Idmon ist der Vater Arachnes (6,8).
- Ilia, auch Rhea Silvia genannt, ist die Mutter von Romulus und Remus (14,78).
- Ino ist die Tochter des Cadmus; sie stürzte sich im Wahnsinn ins Meer (4,480).
- Io ist die Tochter des Inachus und Geliebte des Jupiter (Zeus), sie wird von ihm in eine Kuh verwandelt, um den Seitensprung vor Juno (Hera) zu verbergen (1,588).
- Iolaus ist ein Gefährte und Neffe des Hercules; er wurde von Hebe verjüngt (9,399).
- Iole ist eine Tochter des Eurytus, die von Hercules geraubt und mit seinem Sohn Hyllus verheiratet worden ist (9,278).
- Iphigenia ist die älteste Tochter Agamemnons (12,31).
- Iphis ist der Name von verschiedenen Figuren: einem als Knabe aufgezogenen Mädchen Iphis (Tochter des Ligdus) aus Kreta (9,789-937), und einem zypriotischen Schäfer, der sich in die Prinzessin Anaxarete verliebt und sich tötet, nachdem seine Liebe unerhört bleibt (14,698).
- Iris ist die Göttin des Regenbogens, sie hilft Iuno (4,480).
- Itys ist der Sohn des Tereus und der Procne; er wurde zerstückelt, gekocht und dem Vater zum Mahle vorgesetzt (6,437)
- Iulus (Ascanius) ist Sohn des troianischen Fürsten Aeneas (14,583).
- Iuno (Hera) ist Göttin der Geburt, der Ehe und Fürsorge (1,270).
- Iuppiter ist der oberste Gott der römischen Religion (1,116).
- Iuventa ist die Göttin der Jugend (7,241).

## J
- siehe unter I

## L
- Laomedon ist Vater des Königs Priamos von Troja (6,96).
- Latona ist die Geliebte des Jupiter und Mutter der Zwillinge Artemis und Apollon (6,146).
- Latreus ist ein Kentaur (12,463).
- Lelex aus Troizen ist ein Teilnehmer der Jagd auf den Kalydonischen Eber (8,312) und Gefährte von Theseus (8,567). Er erzählt die Geschichte von Philemon und Baucis.
- Lethaea ist die Frau des Olenos (10,70).
- Leucothea ist die unter die Götter aufgenommene Ino (4,542).
- Lichas ist ein Diener des Hercules; er brachte Hercules das vergiftete Hemd und wurde in einen Felsen verwandelt (9,155).
- Lotis ist eine von Priapos verfolgte Nymphe, die sich in Lotos verwandelt (9,342).
- Lycaon ist ein König in Arkadien; er wird von Jupiter als Strafe für seine Grausamkeit in einen Wolf verwandelt (1,198).

## M
- Macareus wurde von Circe in ein Schwein verwandelt (14,159).
- Mars ist der Kriegsgott (3,132).
- Medea ist die Tochter des Aeetes. Sie schützt Iason vor den ihm von seinem Vater gestellten Aufgaben und heiratet ihn. Nachdem er sich von ihr scheiden lässt, bekommt sie einen Wahnsinnsanfall, tötet ihre alte Familie und heiratet Aegeus (7,1–424).
- Medusa ist eine Gorgone, die von Perseus enthauptet wird (4,655).
- Meleager ist der Sohn von Althaia und Oineus (8,269–525).
- Memnon kämpft vor Troja gegen Achilles (13,579).
- Mercurius (Hermes) ist der „Götterbote“ und Gott der Händler und Diebe (2,741).
- Mestra ist die Tochter des Erysic(h)thon und Frau des Autolycus (8,738). Als ihr Vater sie zur Prostitution zwingen möchte, wird sie von Neptun, mit dem sie eine Affäre hatte (8,851), in einen Mann verwandelt. Danach hat sie die Fähigkeit, sich in jede Form zu verwandeln, die sie für ihren raffgierigen Vater einsetzt, um Freier zu empfangen und deren Geld zu entwenden (8,872–874).
- Midas ist König von Phrygien. Als er Apollos Gesang verachtete, ließ dieser ihm Eselsohren wachsen (11,85).
- Minerva ist die Göttin der Weisheit und der Handwerker (2,563).
- Minos ist ein König von Kreta (7,456).
- Morpheus ist ein Gott der Träume, er kann sich in jede beliebige Form verwandeln und in Träumen erscheinen (11,635).
- Myrrha ist die Mutter des Adonis, sie wird von den Göttern in einen Myrrhebaum verwandelt. Sie liebte ihren Vater und will dafür sterben (10,481).
- Myscelos wird von Hercules im Traum befohlen, eine neue Stadt zu gründen (15,12).

## N

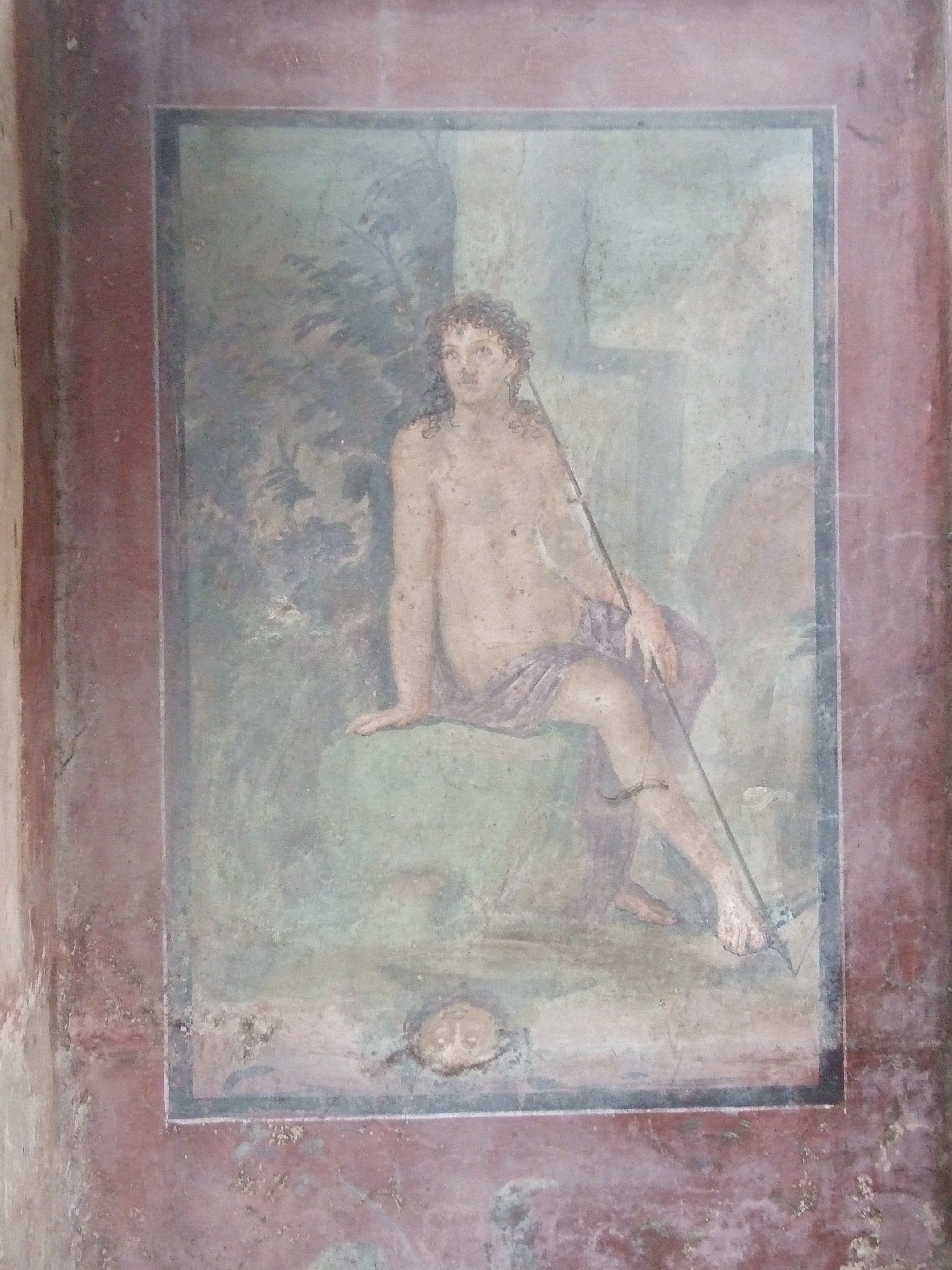
Narziss
(Wandmalerei, Pompeji, um 70 n. Chr.)

- Narcissus wird von Venus (Aphrodite) wegen seiner hoffnungslosen Liebe zu seinem eigenen Spiegelbild in eine Narzisse verwandelt (3,340; 415).
- Neptunus (Poseidon) ist der Gott des Meeres (2,270).
- Nessus ist ein Kentaur, der die Frau des Hercules entführt (9,101).
- Nestor ist Teilnehmer an der Kalydonischen Jagd (8,313).
- Neun Töchter des Pieros forderten als Musen die Götter heraus und wurden zur Strafe in Vögel verwandelt (5,294).
- Niobe hat 14 Kinder und wird in einen Felsen verwandelt, weil sie Leto verspottet (6,146).
- Numa ist der sagenhafte zweite König von Rom (15,4).
- Numicius ist ein latinischer Küstenfluss (14,599).
- Nyctimene ist die Tochter des König Epopeus von Lesbos; nachdem sie Geschlechtsverkehr mit ihrem Vater hatte, verwandelt Minerva sie in eine Eule (2,589).

## O
- Okyroe ist Tochter des Kentauren Chiron und wird zur Stute, weil sie unerlaubt geweissagt hatte (2,635).
- Olenos wurde in Stein verwandelt (10,69).
- Orithyia ist Tochter des athenischen Königs Erechtheus (6,683).
- Orpheus ist ein thrakischer Musiker, der als ausgezeichneter Lyra-Spieler berühmt ist. Er verliert seine geliebte Gattin Eurydice kurz nach ihrer Heirat und geht in die Unterwelt, um sie von dort zurückzuholen. Er scheitert, weil er sich auf dem Rückweg nach ihr umschaut, was ihm aber zuvor untersagt worden war (10,1-85; 11,1-65).

## P
- Paean ist ein anderer Name des Apollo (1,566).
- Pan ist der Hirtengott, ein Mischwesen aus Menschenoberkörper und Widder oder Ziegenbock (1,689).
- Paphos ist die Tochter des Pygmalion (10,297) und die Mutter des Cinyras (10,299).
- Paris ist Sohn des trojanischen Königs Priamos und der Hekabe (12,4).
- Peleus ist der Vater des Achilles und König von Aegina (8,311).
- Pelias ist ein Halbbruder und Gegner des Aeson (7,298).
- Pentheus versucht ein bacchantisches Fest zu verhindern (3,513).
- Perdix wird vor dem hinterlistigen Tod durch Daedalus gerettet und von Pallas in ein Rebhuhn verwandelt (8,236).
- Periklymenos konnte sich in Tiere und Pflanzen verwandeln (12,556).
- Perimele wird von Neptunus (Poseidon) in eine Insel verwandelt (8,591).
- Perseus ist der Sohn des Jupiter und der Danaë, der Bezwinger der Gorgone Medusa (4,611).
- Phaedra wird von Aphrodite verzaubert, sie ist die zweite Gattin des Königs Theseus von Athen (15,497).
- Phaëthon ist der Sohn des Sonnengottes. Er überredet seinen Vater, in dessen Sonnenwagen zu fahren und wird von Jupiter jäh vom Himmel geholt (1,747).

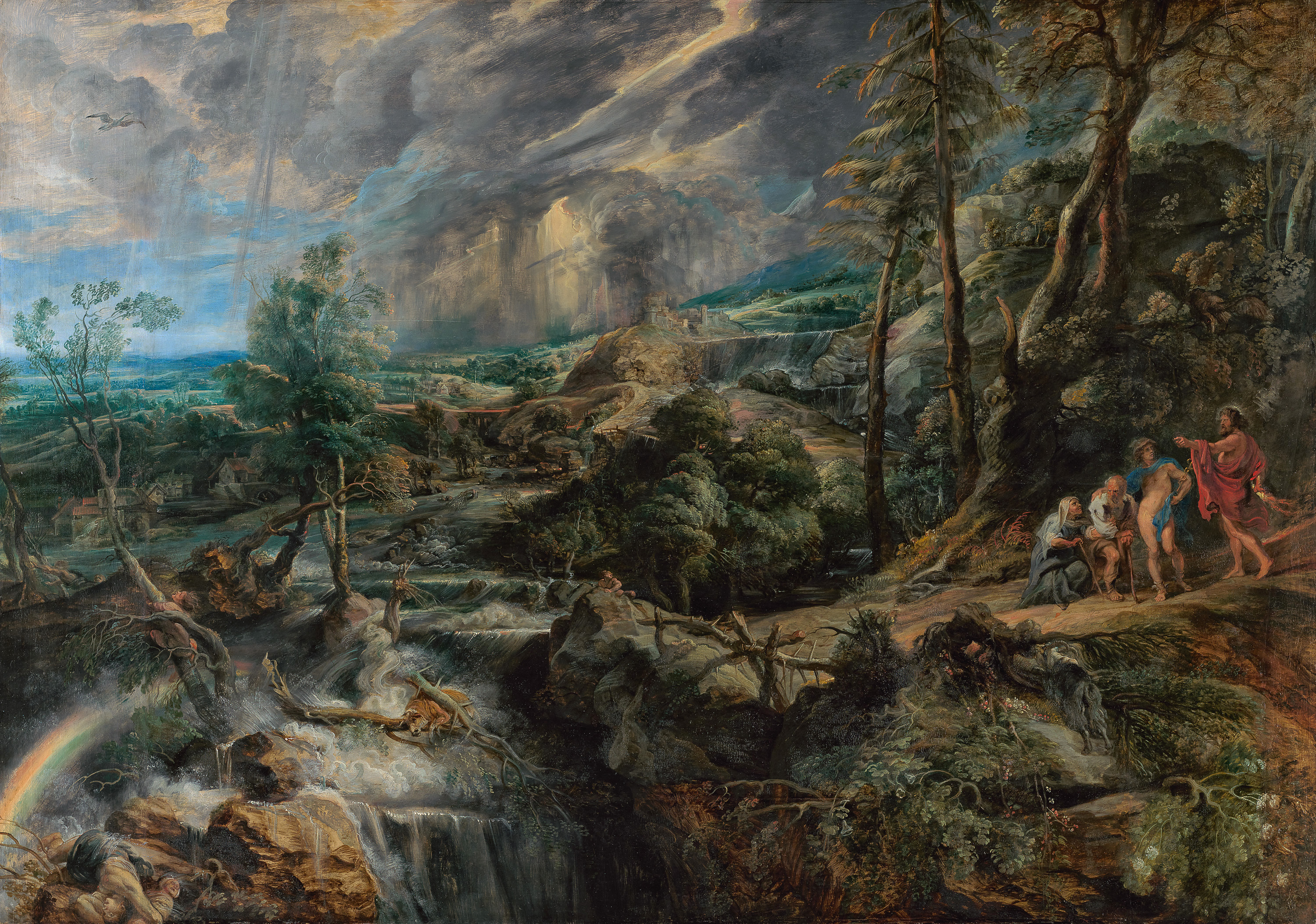
Gewitterlandschaft mit Philemon und Baucis (Peter Paul Rubens)

- Philemon und Baucis sind ein altes Ehepaar, sie werden von Jupiter in eine Linde und eine Eiche verwandelt für ihre Gastfreundlichkeit gegenüber den Göttern (8,611-724).

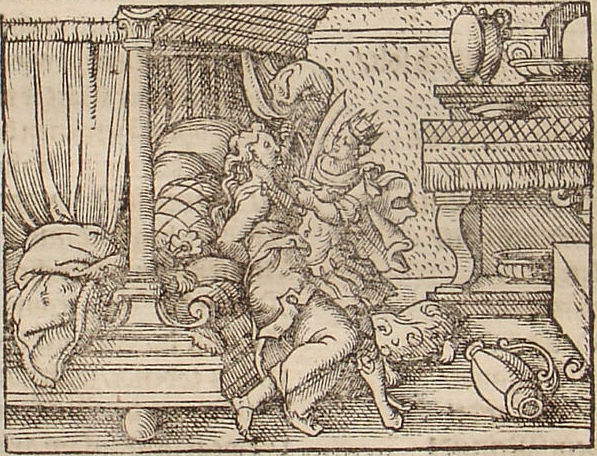
Tereus schneidet Philomela die Zunge heraus. Holzschnitt von Virgil Solis (1514–1562)

- Philomela ist die Schwester der Progne; sie wird von Tereus vergewaltigt, der auch ihre Zunge herausschneidet. Aus Rache überlistet Progne Tereus, so dass dieser seinen eigenen Sohn isst (4,424-674).
- Phineus wird mit Hilfe des Gorgonenhauptes von Perseus zu Stein verwandelt (5,8).
- Phocus, Sohn des Aecus, wird von seinen eifersüchtigen Brüdern ermordet (11,346).
- Phoebus ist ein anderer Name des Apollo (1,451) bzw. des Sol (1,338).
- Picus wird durch Circe in einen Specht verwandelt (14,320).
- Pirithous heiratet Hippodameia, als sich der berühmte Kampf zwischen den Kentauren und Lapithen entspann (8,303).
- Pluto ist der Gott der Totenwelt in der Erdtiefe (5,341).
- Polydectes ist der König von Seriphos, der von Perseus versteinert wird (5,242).
- Polydorus ist der jüngste Sohn des Priamos, König von Troja und der Hekabe (13,430).
- Polymestor ist Gatte der Ilione, der ältesten Tochter des Königs Priamos von Troja (13,430).
- Polyphemus ist als Zyklop ein einäugiger Riese (13,750).
- Polyxena ist eine trojanische Prinzessin, in die sich Achilles verliebt (13,439).
- Pomona ist die römische Göttin der Baumfrüchte (14,623).
- Priamus ist der König von Troja im Kampf gegen die Griechen (11,757).
- Priapus, der Gott der Fruchtbarkeit, verfolgt die Nymphe Lotis; diese wird in Lotos verwandelt. (9,347)
- Procrustes ist ein Riese, der Passanten ein Bett anbot und, wenn diese zu groß dafür waren, ihre Gliedmaßen abhackte; wenn zu klein, sie auf die Länge des Bettes streckte. Er wird von Theseus getötet (7,438).
- Progne (Procne) ist eine Tochter des Pandion, Frau des Tereus, Schwester der Philomela, und Mutter des Itys, den sie Tereus zu essen gibt, nachdem Tereus Philomela vergewaltigt hat (6,424-674).
- Procris ist die Frau des Cephalus; sie wird von Cephalus' Jagdspeer getötet, nachdem er sie versehentlich für eine Bärin gehalten hatte (6,682).
- Proserpina (Persephone), Tochter der Ceres (Demeter), wird von Pluto geraubt und isst von den Granatapfelsamen, während sie in der Unterwelt weilt. Sie wird von Jupiter verurteilt und verbringt ein halbes Jahr mit Ceres, ein halbes mit Pluto (5,341).
- Proteus ist ein Meeresgott (7,730).

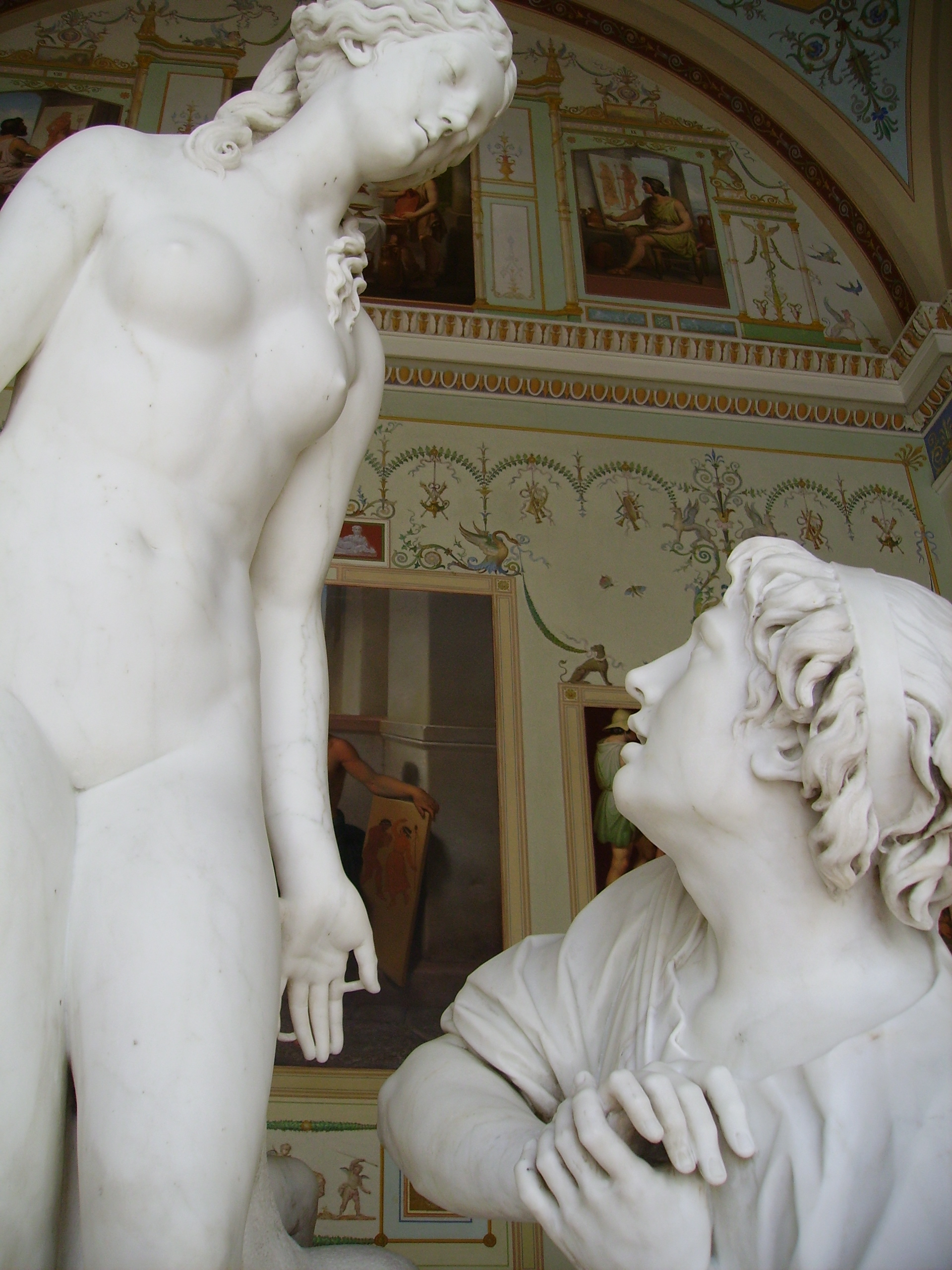
Pygmalion und Galatee, Etienne-Maurice Falconet (1763), Hermitage

- Pygmalion ist ein Künstler, der aus Elfenbein eine schöne Frau schafft, sich in seine Statue verliebt und Venus bittet, eine der Statue ähnliche Frau zu erhalten. Diese gewährt ihm den Wunsch und erweckt seine Statue zum Leben. Sie haben eine gemeinsame Tochter, Paphos (10,243-97).
- Pyramus ist in Babylon der Liebhaber und der Geliebte der Thisbe (4,55–166).
- Pyreneus lockt die Musen in seinen Palast, um ihnen Gewalt anzutun (5,269).
- Pyrrha ist die Ehefrau des Deukalion (1,348).
- Pythagoras ist ein Philosoph von großer Weisheit und Güte (15,1).

## Q
- Quirinus ist der Name des vergöttlichten Romulus (14,607).

## R
- Romulus ist der erste König Roms und Zwillingsbruder des Remus; seine Mutter ist Ilia und sein Vater Mars. Quirinus ist seine deifizierte Namensform (14,799).

## S
- Saturnus (Kronos) ist der Gott der Aussaat (1,113).
- Sciron ist ein Sohn des Neptun und Wegelagerer. Seine Opfer plünderte er aus und stieß sie die Klippen hinunter. Zur Bestrafung tötet Theseus ihn und wirft ihn auch die Klippen hinunter, wo er zu den Skironischen Felsen erstarrt, weil weder Land noch Wasser seinen Leichnam aufnehmen wollen (7,444–447).

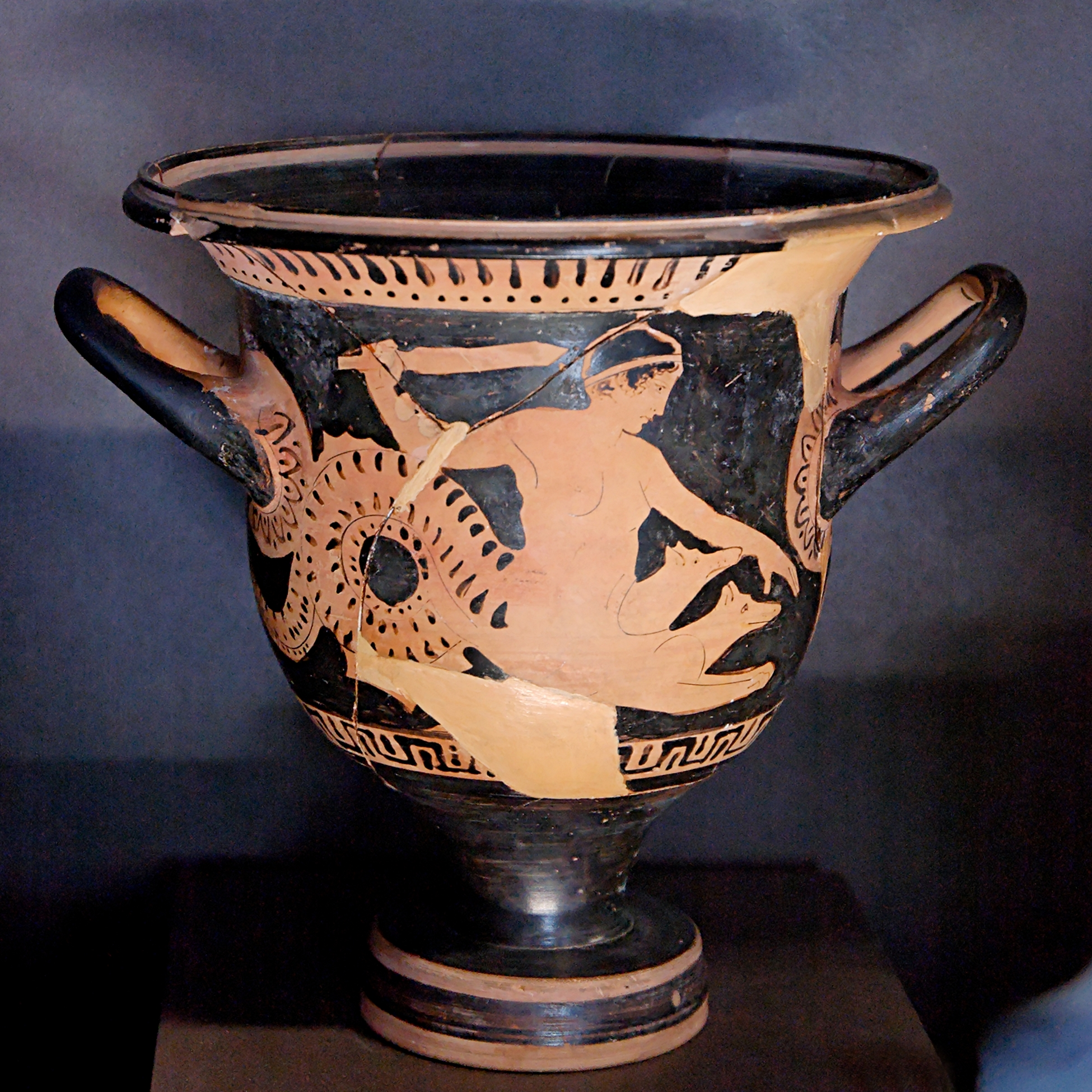
Darstellung der Scylla auf einem rotfigurigen böotischen Krater, etwa 450-425 v. Chr.

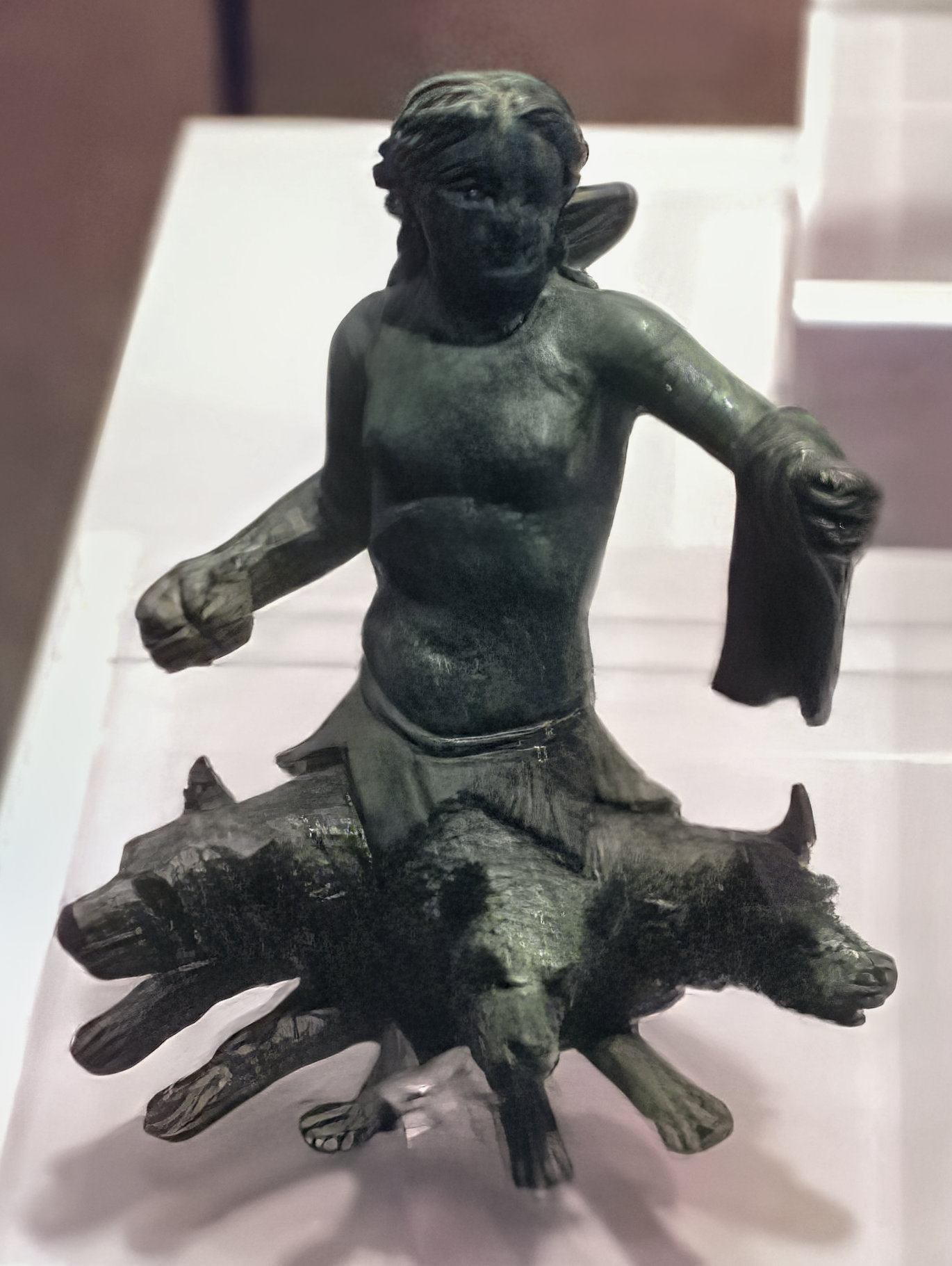
Scylla

- Scylla 1. Scylla (Königstochter) (8,1-151) ist die Tochter des Königs Nisos von Megara, sie verliebt sich in König Minos. Sie wird in einen Seevogel verwandelt (14,1-74). 2. Scylla (Meeresungeheuer) Die von Glaucus geliebte Nymphe verschmäht ihn. Glaucus sucht Circes Hilfe. Aber Circe verliebt sich in Glaucus, er aber verschmäht sie. So rächt sich Circe an Glaucus, indem sie Scylla in eine Frau mit wütenden Hunden statt eines Unterleibs verwandelt (7,65).
- Semele ist die Mutter des Bacchus (3,308-312).
- Sibylla wird von Apollo, der ihr aus Liebe einen Wunsch gewährt, in eine Frau, die tausend Jahre lebt, dabei aber entsprechend altert, verwandelt, weil sie dessen Liebe nicht erwidert, so dass sie am Ende nur noch als Stimme vorhanden ist (14,104).
- Sinis ist ein Straßenräuber mit dem Beinamen Pityokamptes (Πιτυοκάμπτης, Fichtenbeuger), weil er Vorbeikommenden auflauerte und sie auf zwei einander gegenüberstehende und heruntergebogene Fichten band, um sie von den zurückschnellenden Bäumen zerreißen zu lassen. Er wird von Theseus getötet (7,440).
- Somnus ist Gott des Schlafes (8,823).
- Syrinx wird in Schilfrohr verwandelt. Die Nymphe wurde von der Naturgottheit Pan verfolgt und flehte die Götter an, ihr zu helfen. Als Pan sie fast erwischt hatte, wurde sie in Schilfrohr verwandelt. So bastelte sich Pan aus der verwandelten Syrinx eine Panflöte oder auch Syrinx genannt (1,689-712).

## T
- Telamon ist König von Salamis und Begleiter der Argonauten (8,309).

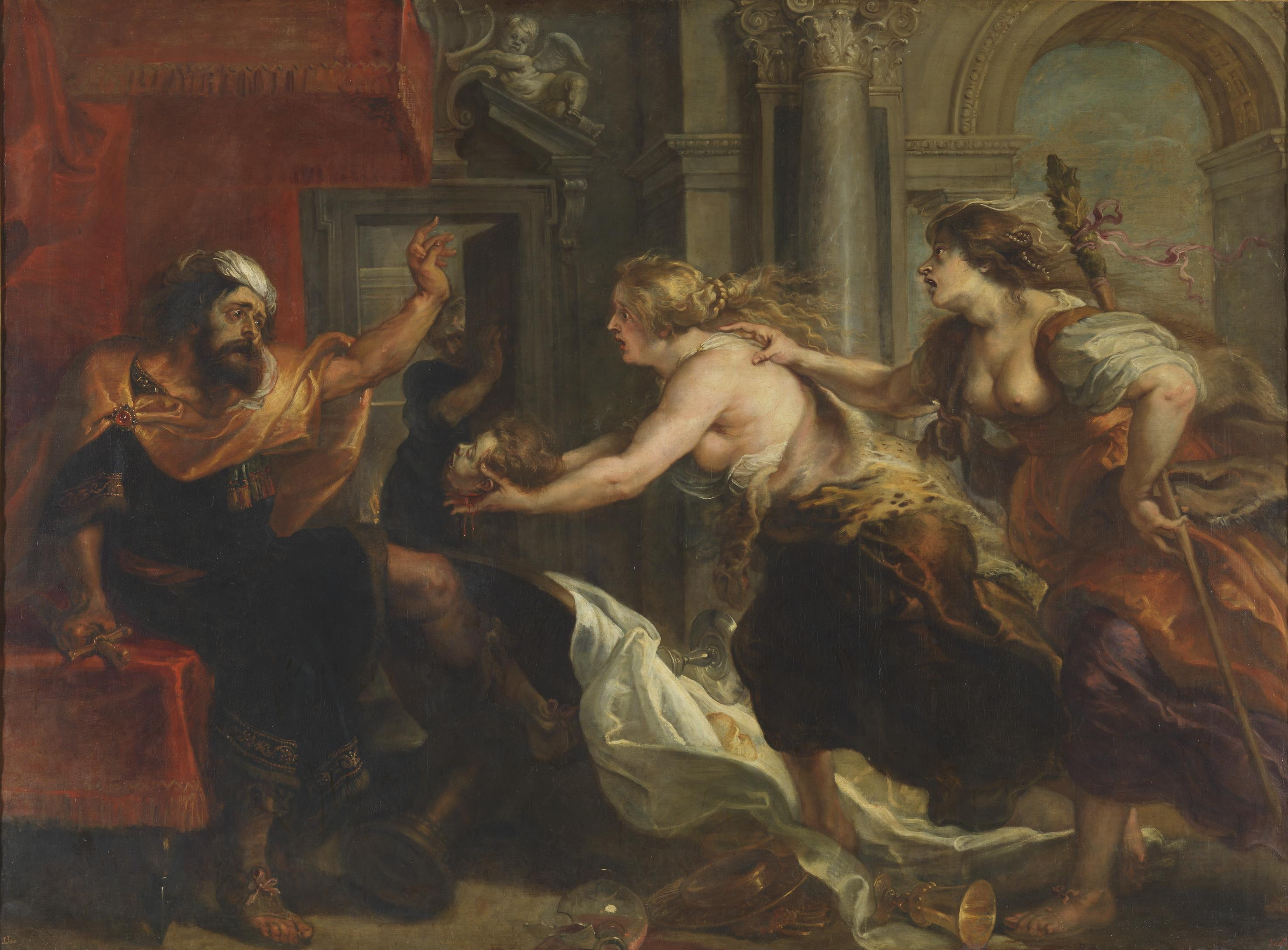
Das Mahl des Tereus (Rubens, 1636–1638).

- Tereus ist König von Thrakien, er ist der Mann der Progne und Vater des Itys; er vergewaltigt Philomela und schneidet ihre Zunge heraus; aus Rache wird er später überlistet, seinen Sohn zu essen. Verwandlungen: Rotkehlchen (Philomela und Progne), Wiedehopf (Tereus) (6,424-674).
- Themis ist eine Titanin, Tochter des Uranos und der Gaia (1,321).
- Theseus ist Sohn des Aegeus und ein attischer Nationalheros (7,404).

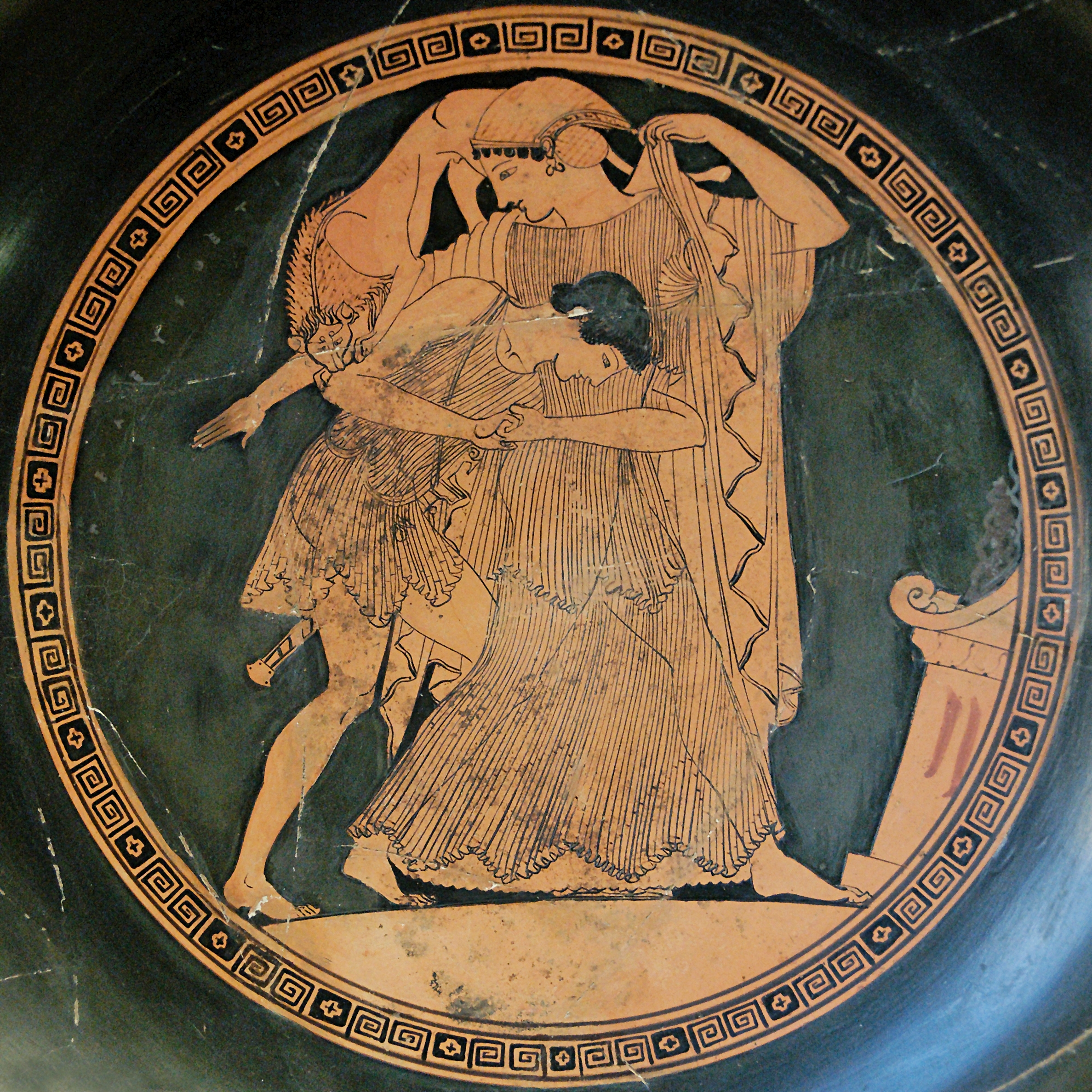
Thetis versucht sich der Verbindung mit Peleus durch Verwandlung in einen Löwen zu entziehen (auf einer Kylix, um 490 v. Chr., Cabinet des Médailles, Paris).

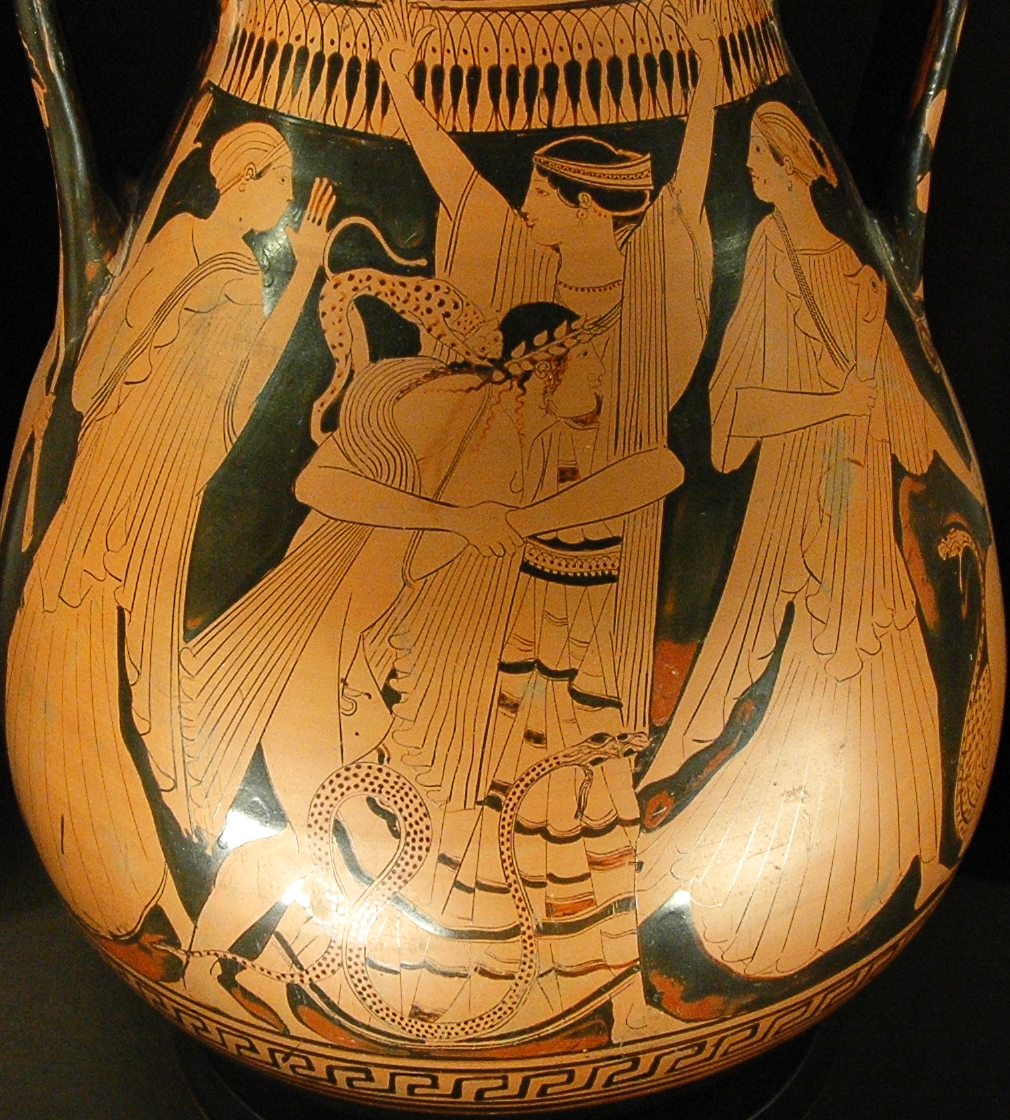
Peleus hält Thetis weiter fest, als sie sich in eine Schlange verwandelt (auf einer Pelike in der Art des Leningrad-Malers, um 460 v. Chr.).

- Thetis, Tochter des Nereus, die bekannteste der Nereiden, wird als eine „silberfüßige“ Nymphe beschrieben, sie ist die Mutter des Achilles. Sie versucht sich der Verbindung mit Peleus durch verschiedene Verwandlungen – Feuer, Wasser, Löwe, Schlange, Tintenfisch u. a. – zu entziehen (11,221).
- Thisbe ist in Babylon die Liebhaberin und die Geliebte des Pyramus (4,55–166).
- Tiresias ist ein blinder Seher, der Sohn des Schafhirten Eueres (3,316).
- Tisiphone ist eine Erinys, die den Mord rächt (4,508).
- Tmolos ist ein Berggott, Schiedsrichter zwischen Phöbus-Apollo und Pan (11,150–193).
- Triton ist ein Meeresgott (1,333).

## U

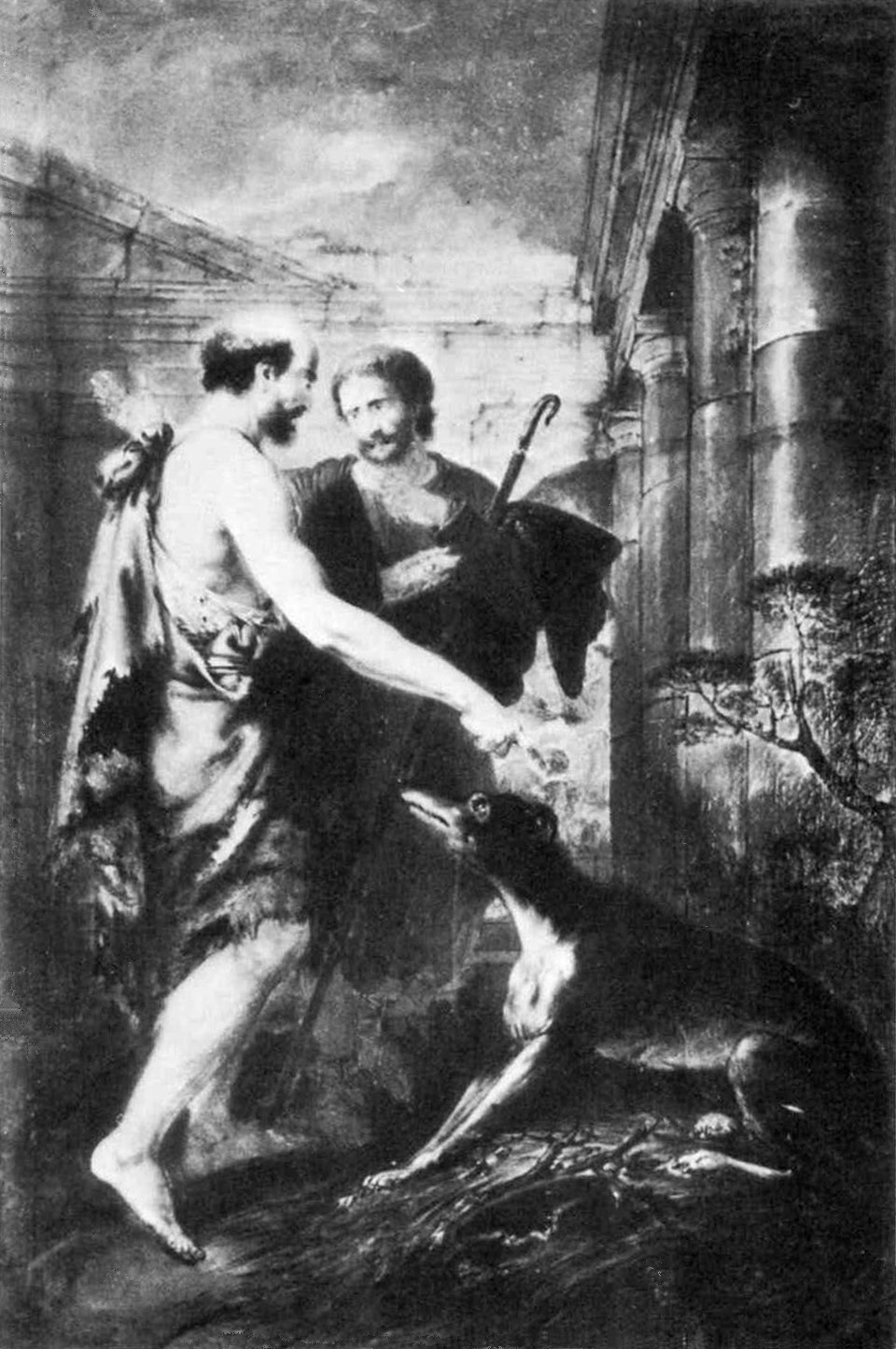
Odysseus nach seiner Rückkehr von seinem Hunde erkannt (Bernhard Rode, um 1778).

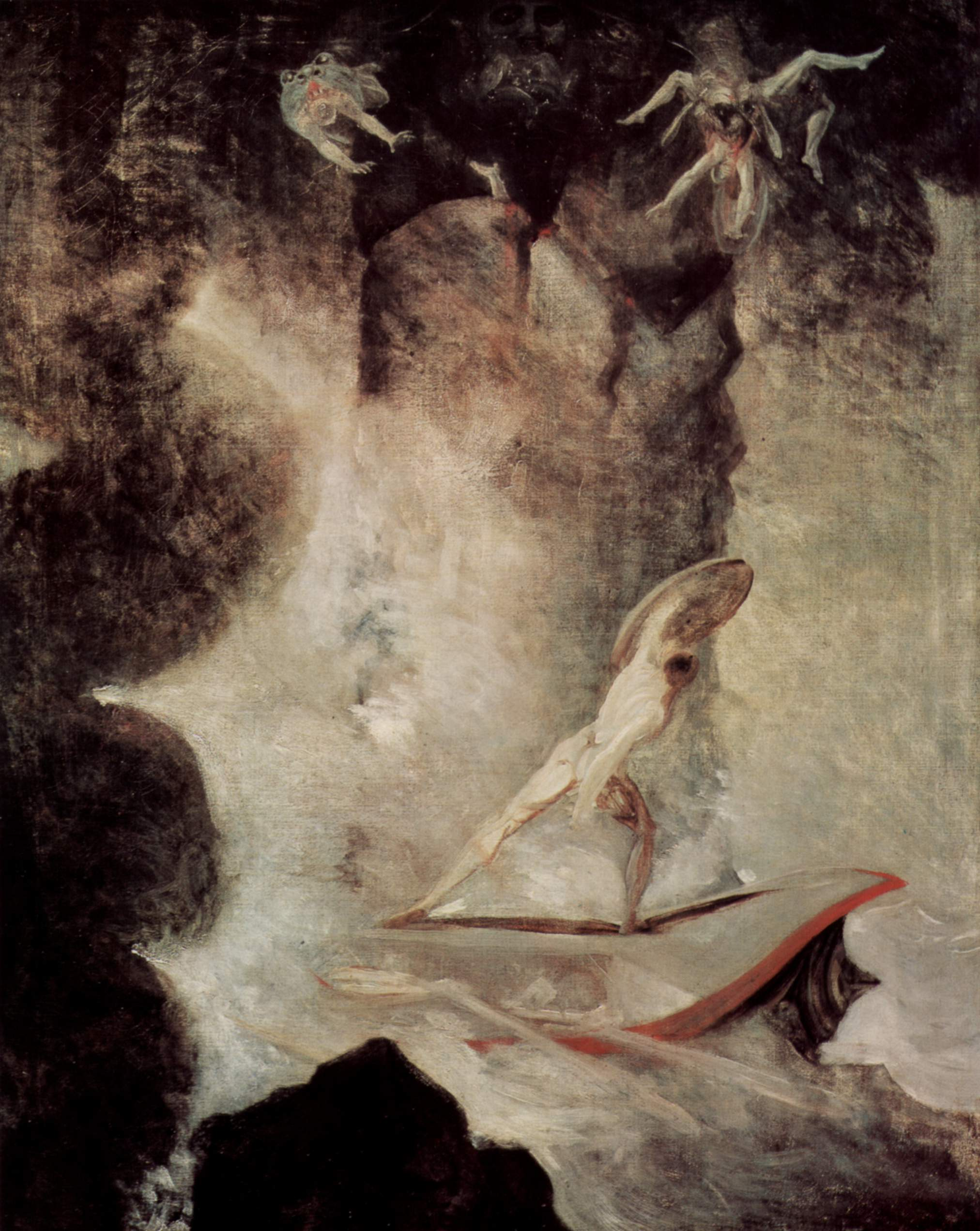
Odysseus zwischen Scylla und Charybdis (Johann Heinrich Füssli).

- Ulixes (Odysseus) ist ein griechischer Heros im Trojanischen Krieg (12,626).
- Uranië ist die Muse der Astronomie (5,260).

## V
- Venus (Aphrodite) ist die römische Göttin der Liebe, des erotischen Verlangens und der Schönheit (1,463).

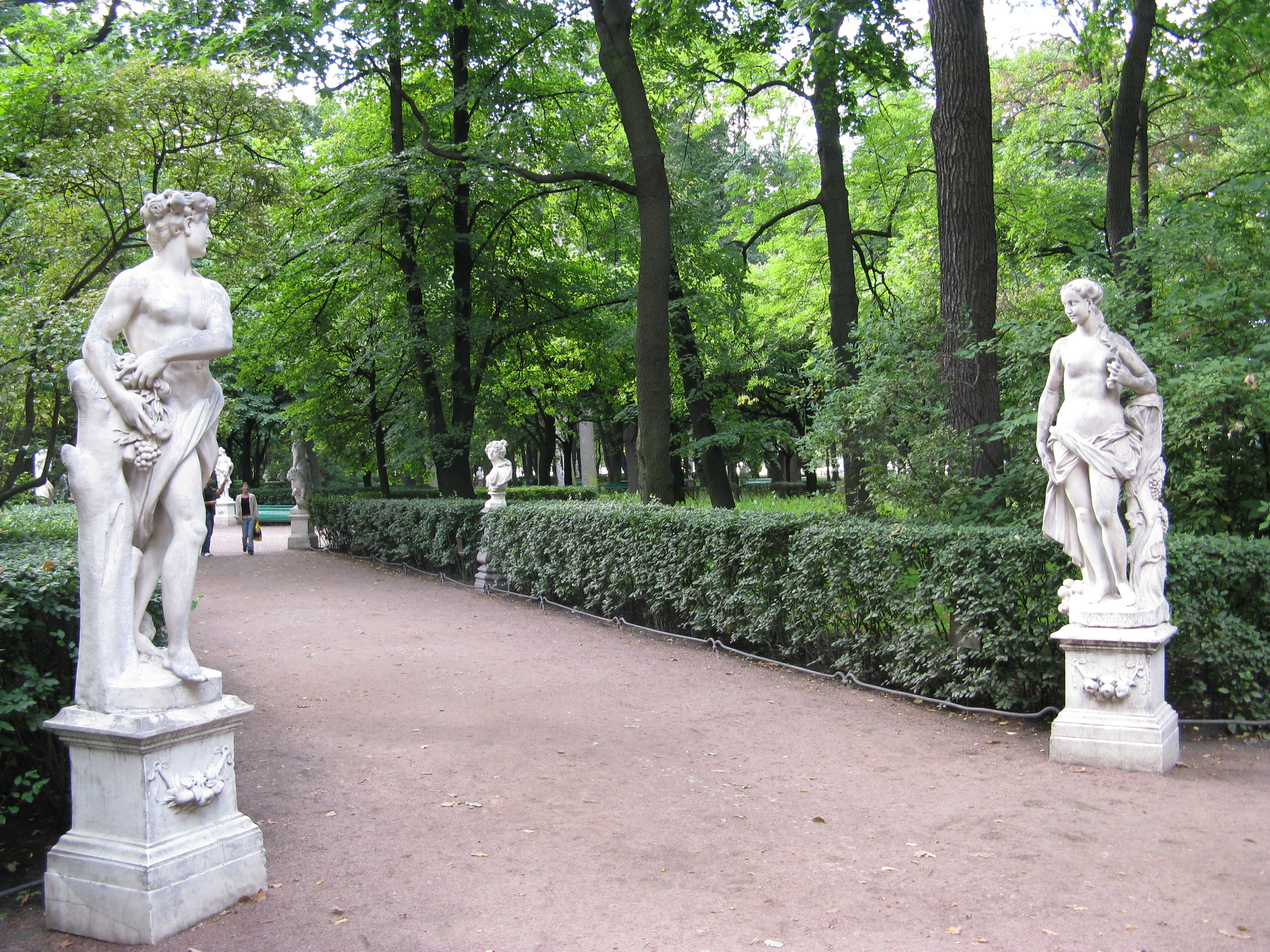
Statuen von Vertumnus und Pomona (1717) von Francesco Cabianca für den Sommergarten in St. Petersburg

- Vertumnus verwandelt sich in verschiedene Männer mit unterschiedlichen Berufen, in eine alte Frau, schließlich zurück in sich selbst, um in der Nähe der schönen Baumnymphe Pomona zu sein und sie für sich zu gewinnen. Sie erhört ihn erst, als er wieder er selbst ist (14,641).
- Vesta ist die keusche Hüterin des heiligen Feuers, als Göttin von Heim und Herd (15,731).
- Virbius (siehe auch Hippolytus) ist der Name des deifizierten Hippolytus, Sohn des Theseus (15,479).
- Vulcanus (Hephaistos) ist der römische Gott des Feuers und der Schmiede sowie aller Metallhandwerker, die auf die Kraft des Feuers angewiesen sind, wie Bronzegießer oder Münzschläger (7,437).

## X
- Xanthos (Skamandros) ist ein Fluss bei Troja (2,245).

## Z
- Zephyrus ist der (milde) Westwind (1,64).